# Grand Chute
Grand Chute es un pueblo ubicado en el condado de Outagamie en el estado estadounidense de Wisconsin. En el Censo de 2010 tenía una población de 20.919 habitantes y una densidad poblacional de 342,95 personas por km².

## Geografía
Grand Chute se encuentra ubicado en las coordenadas 44°17′32″N 88°26′58″O / 44.29222, -88.44944. Según la Oficina del Censo de los Estados Unidos, Grand Chute tiene una superficie total de 61 km², de la cual 60.78 km² corresponden a tierra firme y (0.36%) 0.22 km² es agua.

## Demografía
Según el censo de 2010, había 20.919 personas residiendo en Grand Chute. La densidad de población era de 342,95 hab./km². De los 20.919 habitantes, Grand Chute estaba compuesto por el 89.34% blancos, el 1.41% eran afroamericanos, el 0.44% eran amerindios, el 4.53% eran asiáticos, el 0.11% eran isleños del Pacífico, el 2.54% eran de otras razas y el 1.63% pertenecían a dos o más razas. Del total de la población el 4.87% eran hispanos o latinos de cualquier raza.